# Governacions de Tunísia

Governacions de Tunísia

Tunísia està dividida administrativament en 24 governacions o wilayes (àrab: ولاية, wilāya). La divisió en wilayes o governacions va sorgir després de la independència i el seu darrer arranjament és de l'any 2000. Les governacions no tenen símbols identificadors. El governador és designat pel president de la República.

## Subdivisions
Les governacions o wilayes tenen una doble subdivisió administrativa. Per un costat es divideixen en delegacions o mutamadiyyes, que al seu torn es poden dividir en sectors o imades o míntaques. Per un altre, les governacions també es divideixen en municipalitats o baladiyyes, que, quan són molt grans, es poden dividir en districtes o dàïres. Ambdós sistemes són paral·lels i independents, de forma que tot lloc es troba al mateix temps en un sector d'una delegació i en una municipalitat (o un districte d'una municipalitat) o, dit d'altra manera, diversos sectors, fins i tot de delegacions diferents, poden formar una municipalitat o encara un mateix sector es pot trobar repartit en més d'una municipalitat.
Les delegacions són dirigides per un delegat o mútamad, designat per decret, i els sectors per un cap de sector o umda, escollit pel Ministeri de l'interior. Les municipalitats es regeixen per un consell municipal o majlis baladí elegit cada cinc anys i presidit per un alcalde o baladí.

## Llista de governacions
|  | Governació (codi ISO 3166-2:TN) | Creació               | Capital                        | Població (2014) | Superfície (km²) | Densitat de població (2014) | Delegacions (2012) | Sectors (2012) | Municipalitats (2012) | Districtes (2012) | Observacions                                                                                            |
|  | ------------------------------- | --------------------- | ------------------------------ | --------------- | ---------------- | --------------------------- | ------------------ | -------------- | --------------------- | ----------------- | --- |
|  | Ariana (codi TN-12)             | 3 de desembre de 1983 | Ariana                         | 576.088         | 482              | 1384,4                      | 7                  | 48             | 8                     | 29                | Escissió de la governació de Tunis Part de la regió del Gran Tunis                                      |
|  | Béja (codi TN-21)               | 21 de juny de 1956    | Béja                           | 303.032         | 3.740            | 83,0                        | 9                  | 101            | 8                     | -                 | Antics caidats de Béjà, Medjez El Bab i Téboursouk                                                      |
|  | Ben Arous (codi TN-13)          | 3 de desembre de 1983 | Ben Arous                      | 631.842         | 761              | 956,2                       | 12                 | 76             | 11                    | 4                 | Escissió de la governació de Tunis Part de la regió del Gran Tunis                                      |
|  | Bizerta (codi TN-23)            | 21 de juny de 1956    | Bizerta                        | 568.219         | 3.750            | 160,9                       | 14                 | 102            | 13                    | 11                | Antics caidats de Bizerta i Mateur                                                                      |
|  | Gabès (codi TN-81)              | 21 de juny de 1956    | Gabès                          | 374.300         | 7.166            | 50,0                        | 10                 | 73             | 10                    | 6                 | Antics caidats de Gabès, Matmata i Djerba                                                               |
|  | Gafsa (codi TN-71)              | 21 de juny de 1956    | Gafsa                          | 337.331         | 7.807            | 44,7                        | 11                 | 76             | 8                     | 2                 | Antics caidats de Gafsa i Sidi Bouzid                                                                   |
|  | Jendouba (codi TN-32)           | 21 de juny de 1956    | Jendouba                       | 401.477         | 3.100            | 129,2                       | 9                  | 95             | 8                     | 2                 | Antics caidats de Souk El Arba, Souk El Khemis i Aïn Draham                                             |
|  | Kairuan (codi TN-41)            | 21 de juny de 1956    | Kairuan                        | 570.559         | 6.712            | 87,6                        | 11                 | 114            | 12                    | 5                 | Antic caidat de Kairuan                                                                                 |
|  | Kasserine (codi TN-42)          | 21 de juny de 1956    | Kasserine, inicialment Sbeïtla | 439.243         | 8.260            | 53,6                        | 13                 | 106            | 10                    | 3                 | Antics caidats de Thala i Sbeïtla                                                                       |
|  | Kébili (codi TN-73)             | 1981                  | Kébili                         | 156.961         | 22.454           | 7,0                         | 6                  | 43             | 5                     | -                 | Escissió de la governació de Tozeur                                                                     |
|  | El Kef (codi TN-33)             | 21 de juny de 1956    | El Kef                         | 243.156         | 5.081            | 47,6                        | 11                 | 87             | 12                    | 2                 | Antics caidats del Kef, Tajerouine, Maktar i Siliana                                                    |
|  | Mahdia (codi TN-53)             | 5 de juny de 1974     | Mahdia                         | 410.812         | 2.878            | 127,7                       | 11                 | 99             | 14                    | 5                 | Escissió de les governacions de Sfax i Sussa                                                            |
|  | Manouba (codi TN-14)            | 31 de juliol de 2000  | Manouba                        | 379.518         | 1.137            | 332,4                       | 8                  | 47             | 9                     | -                 | Escissió de la governació d'Ariana Part de la regió del Gran Tunis                                      |
|  | Médenine (codi TN-82)           | 21 de juny de 1956    | Médenine                       | 479.520         | 9.167            | 51,7                        | 9                  | 94             | 7                     | 18                | Antics caidats de Médenine i Tataouine                                                                  |
|  | Monastir (codi TN-52)           | 5 de juny de 1974     | Monastir                       | 548.828         | 1.024            | 509,7                       | 13                 | 79             | 31                    | 12                | Escissió de la governació de Sussa (antics caidats de Monastir, Mahdia, Jemmal i Souassi)               |
|  | Nabeul (codi TN-21)             | 21 de juny de 1956    | Nabeul                         | 787.920         | 2.840            | 279,3                       | 16                 | 101            | 24                    | 11                | Antics caidats de Nabeul i Soliman                                                                      |
|  | Sfax (codi TN-61)               | 21 de juny de 1956    | Sfax                           | 955.421         | 7.545            | 136,2                       | 16                 | 127            | 16                    | 9                 | Antics caidats de Sfax, Djebeniana i Mahrès                                                             |
|  | Sidi Bouzid (codi TN-43)        | 1973                  | Sidi Bouzid                    | 429.912         | 7.400            | 57,9                        | 12                 | 113            | 10                    | -                 | Escissió de les governacions de Gafsa, Kasserine i Sfax                                                 |
|  | Siliana (codi TN-34)            | 5 de juny de 1974     | Siliana                        | 223.087         | 4.642            | 47,7                        | 11                 | 86             | 10                    | -                 | Escissió de les governacions de Béja i El Kef                                                           |
|  | Sussa (codi TN-51)              | 21 de juny de 1956    | Sussa                          | 674.971         | 2.669            | 295,8                       | 16                 | 105            | 16                    | 14                | Antics caidats de Sussa, Monastir, Mahdia, Jemmal i Souassi                                             |
|  | Tataouine (codi TN-83)          | 2 de març de 1981     | Tataouine                      | 149.453         | 38.889           | 1,4                         | 7                  | 64             | 5                     | -                 | Escissió de la governació de Médenine                                                                   |
|  | Tozeur (codi TN-72)             | 21 de juny de 1956    | Tozeur                         | 107.912         | 5.593            | 1,0                         | 5                  | 36             | 5                     | -                 | Antics caidats de Tozeur i Kébili                                                                       |
|  | Tunis (codi TN-11)              | 21 de juny de 1956    | Tunis                          | 1.056.247       | 288              | 3537,5                      | 21                 | 163            | 8                     | 29                | Médina de Tunis i antics caidats de la Rodalia [de Tunis] i de Zaghouan Part de la regió del Gran Tunis |
|  | Zaghouan (codi TN-22)           | 1976                  | Zaghouan                       | 176.945         | 2.820            | 62,4                        | 6                  | 48             | 6                     | -                 | Escissió de les governacions de Béja, Bizerte, Nabeul i Tunis i Rodalia.                                |